# آنتون هانسن تامساره
آنتون هانسن تامساره (استونیایی: Anton Hansen Tammsaare; ۳۰ ژانویهٔ ۱۸۷۸ – ۱ مارس ۱۹۴۰) نویسنده اهل استونی بود. اثر شاخص وی رمان حقیقت و عدالت است که یکی از آثار بزرگ ادبیات استونیایی محسوب میشود.

## نگارخانه

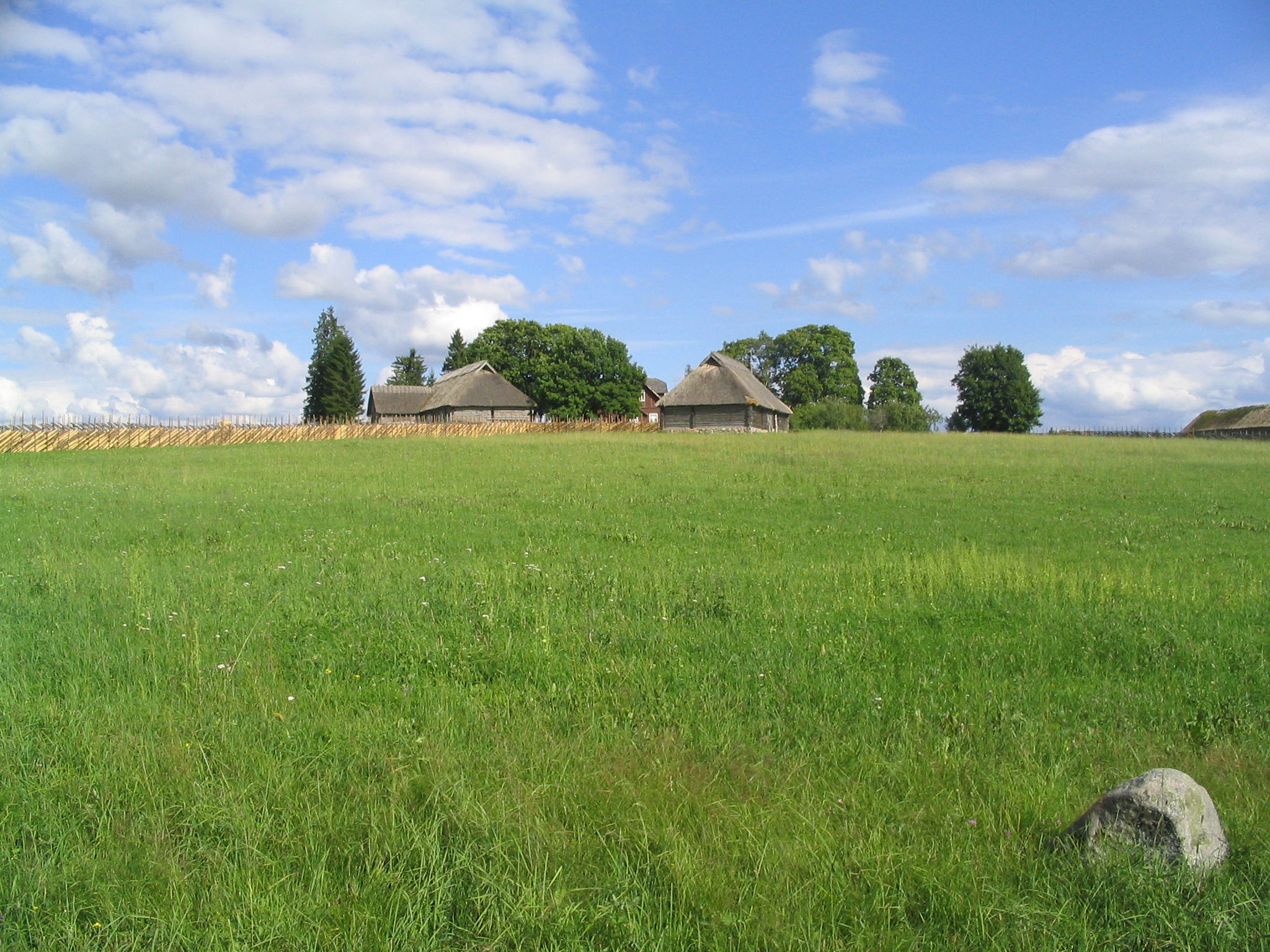
محل تولد
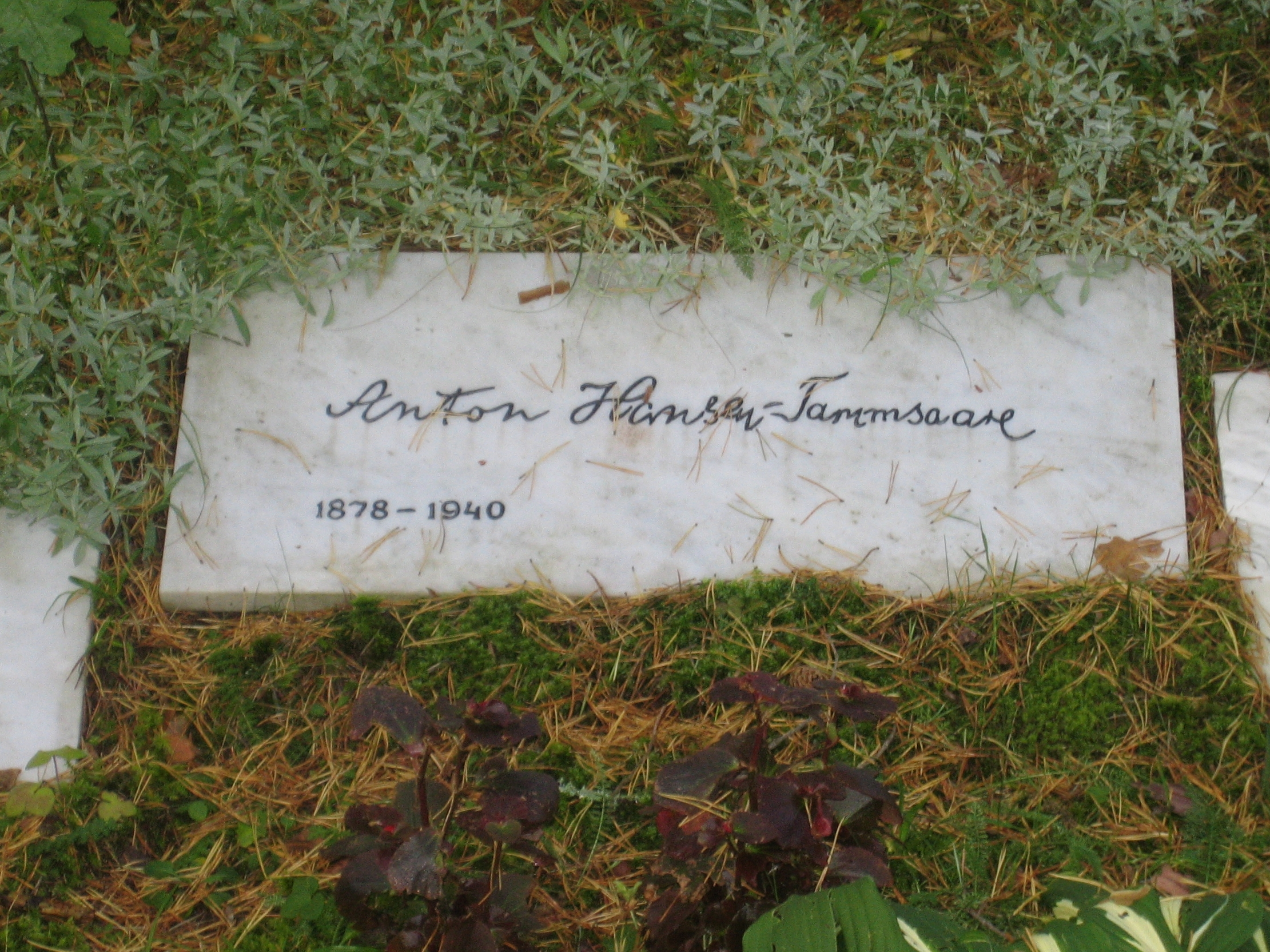
سنگ قبر
مجسمه تامساره